# Ramavarappadu
Ramavarappadu es una ciudad censal situada en el distrito de Krishna  en el estado de Andhra Pradesh (India). Su población es de 22222 habitantes (2011). Se encuentra a 39 km de Guntur y a 3 km de Vijayawada. 

## Demografía
Según el censo de 2011 la población de Ramavarappadu era de 22222 habitantes, de los cuales 11092 eran hombres y 11130 eran mujeres. Ramavarappadu tiene una tasa media de alfabetización del 81,02%, superior a la media estatal del 67,02%: la alfabetización masculina es del 84,48%, y la alfabetización femenina del 77,58%.